# Центр современного искусства (Лагос)
Центр современного искусства в Лагосе (англ. Centre for Contemporary Art, CCA Lagos) — арт-центр в нигерийском городе Лагос, открытый в декабре 2007 года; является публичным форумом для разработки и представления идей и культурных практик в области современного изобразительного искусства; основателем и директором центра являлась независимый куратор Биси Сильва (Bisi Silva); специализируется на представлении произведений, созданных авторами из Нигерии и Западной Африки.